# Rachovia pyropunctata
Rachovia pyropunctata är en fiskart som beskrevs av Donald C.Taphorn och Thomerson, 1978. Rachovia pyropunctata ingår i släktet Rachovia och familjen Rivulidae. Inga underarter finns listade i Catalogue of Life.